# Mamaindé
Mamaindê (também grafado Mamaindé) é uma etnia indígena da família Nhambicuaran que vive na Bacia Amazônica, nas florestas tropicais dos estados brasileiros de Mato Grosso e Rondônia.
Estabelecem as aldeias em áreas mais elevadas e de solo arenoso, com vegetação de cerrado. Atualmente, a aldeia designada yu’kotndu (“pendurada na beira/boca” [da serra]) se localiza no alto de um planalto. As roças ficam no pé da serra, em meio à floresta densa e entre os rios Pardo e Cabixi, porque ali o solo é mais fértil.
Falam o idioma de mesmo nome, que é similar ao dialeto falado pelos Negarotê.

## História
Em 1962, os Mamaindê foram contactados por David Meech e Peter Weisenberger, depois por Clifford Barnard, e em seguida, por Peter Kingston. O último estudou o idioma Mamaindê (Nambiquara do norte).
Em 1972, habitavam a região do rio Cabixi.
No Mato Grosso, vivem em duas reservas (Pirineus de Souza e Vale do Guaporé). Atualmente, os Mamaindê vivem no Posto Indígena Capitão Pedro, juntamente com outros grupos designados Da’wendê, D’awandê e Sabanê.
Historicamente, os Mamaindê tiveram contatos permanentes com missionários protestantes do SIL desde a década de 1960 (de modo mais esporádico a partir da década de 1990). Apesar de conhecerem a bíblia e de parte dela ter sido traduzida para a língua Mamaindê; não foram convertidos para a religião.
Alguns jovens são incentivados pelos missionários a estudar na escola de Chapada dos Guimarães para serem alfabetizados em português e fazerem cursos para se tornarem pastores. Mas não atuam como pastores após o término dos estudos e o que fica em sua memória se refere ao modo de vida dos brancos.

## Links externos
- MamaindeArquivado em 2008-06-19 no Wayback Machine Junho de 2008
- MamaindêArquivado em 2014-09-23 no Wayback Machine Setembro de 2014